# Daniel Bartolotta
Daniel Bartolotta, vollständiger Name Daniel Roberto Bartolotta Pereira, (* 9. Januar 1955 in Montevideo) ist ein ehemaliger uruguayischer Fußballspieler und Trainer.

## Spielerkarriere

### Verein
Mittelfeldakteur Bartolotta stand zu Beginn seiner Karriere 1975 in Reihen des Club Atlético Defensor. In den Spielzeiten 1975/76 bis 1977/78 spielte er bei Real Oviedo in Spanien. Dort lief er in der ersten Saison in 20 Partien der Primera División auf und schoss zwei Tore, stieg allerdings mit dem Klub ab. Es folgten 24 Einsätze und zwei Tore in der Segunda División. Sein letztes Spiel für den Klub absolvierte er am 7. Mai 1978 gegen Real Valladolid. Nächster Arbeitgeber war in den Saisons 1978/79 und 1979/80 und Deportivo La Coruña. Bis zu seinem letzten Einsatz für die Galicier am 2. März 1980 gegen Osasuna bestritt er 28 Zweitligabegegnungen und traf zweimal ins gegnerische Tor. Sodann war er ebenfalls in der Saison 1979/80 noch in zwölf Ligaspielen (ein Tor) für Tampico aus Mexiko aktiv. Zudem wurde er viermal (kein Tor) in der Liguilla eingesetzt. Ab der Spielzeit 1980/81 bis in die Saison 1982/83 stand er bei Deportivo Neza unter Vertrag. Die Statistik weist für ihn in diesem Zeitraum 101 Erstligapartien mit seiner Beteiligung und 17 persönliche Torerfolge sowie sechs Liguilla-Spiele (kein Tor) aus. Andere Quellen führen 97 Ligaspiele und 18 Tore für ihn. In der Saison 1983/84 schloss sich eine Karrierestation bei CF Monterrey mit 35 Einsätzen und zwei Toren an. Dem folgte von 1985 bis in die Saison 1987/88 ein Engagement bei Puebla FC. In den letzten beiden Spielzeiten stehen dort für ihn 75 bestrittene Ligapartien mit 16 Treffern zu Buche. Am Ende seiner Karriere spielte er in der Spielzeit 1988/89 noch für UANL Tigres (30 Spiele/4 Tore).

### Nationalmannschaft
Bartolotta gehörte der uruguayischen U-20-Nationalmannschaft an, die 1974 an der Junioren-Südamerikameisterschaft in Chile teilnahm. Das Team wurde Vize-Südamerikameister. Im Verlaufe des Turniers wurde er von Trainer Carlos Silva Cabrera sechsmal eingesetzt und erzielte zwei Treffer. Achtmal spielte er für die A-Nationalmannschaft Uruguays.

### Erfolge
- Vize-Junioren-Südamerikameister: 1974

## Trainertätigkeit
Nach seiner aktiven Karriere wirkte er als Trainer. Die entsprechende Ausbildung schloss er 1990 beim mexikanischen Verband erfolgreich ab. Er trainierte von 1997 bis 1998 die U-19 von CF Atlante. Weitere Trainerstationen waren von 1999 bis 2004 Cerveceros de Tuxtepec, von 2004 bis 2005 Linces de Xalapa in der Tercera División, von 2005 bis 2005 Tiburones Blancos de Xalapa, 2008 Ficundep de Xalapa, 2009 Tiburones rojos de Jalaccingo und 2010 Ficumdep de Cempoala jeweils in der Segunda División. Als Co-Trainer wirkte er unter Hugo Fernández Vallejo bei Dorados de Sinaloa. Von 2011 bis 2012 zeichnete er zunächst für die U-20 des Puebla FC und von März 2012 bis August 2012 schließlich für die Erstligamannschaft verantwortlich.